# Laurent Dauphin
Laurent Dauphin, född 27 mars 1995, är en kanadensisk professionell ishockeyspelare som spelar för Arizona Coyotes i NHL. 
Han har tidigare spelat på NHL-nivå för Montreal Canadiens och Arizona Coyotes och på lägre nivåer för Rocket de Laval, Milwaukee Admirals, Tucson Roadrunners, Rockford IceHogs och Portland Pirates i AHL och Saguenéens de Chicoutimi i LHJMQ.

## Karriär

### NHL

#### Arizona Coyotes
Dauphin draftades i andra rundan i 2013 års draft av Phoenix Coyotes som 39:e spelare totalt.

#### Chicago Blackhawks
23 juni 2017 trejdades han tillsammans med Connor Murphy från Arizona Coyotes till Chicago Blackhawks i utbyte Niklas Hjalmarsson.

#### Arizona Coyotes
7 månader senare, den 10 januari 2018, skickade Blackhawks tillbaka honom till Arizona Coyotes tillsammans med Richard Pánik i utbyte mot Anthony Duclair och Adam Clendening.

#### Nashville Predators
Den 8 februari 2019 blev han tradad tillsammans med Adam Helewka till Nashville Predators i utbyte mot Emil Pettersson.

## Statistik
| 2010–2011    | Phénix du Collège Esther-Blondin | LHMAAAQ      | 41  | 16 | 25  | 41  | 28  | 3  | 0  | 1  | 1  | 0  |
| 2011–2012    | Phénix du Collège Esther-Blondin | LHMAAAQ      | 41  | 18 | 45  | 63  | 48  | 13 | 12 | 14 | 26 | 12 |
| 2012–2013    | Saguenéens de Chicoutimi         | LHJMQ        | 62  | 25 | 32  | 57  | 50  | 6  | 2  | 2  | 4  | 8  |
| 2013–2014    | Saguenéens de Chicoutimi         | LHJMQ        | 52  | 24 | 30  | 54  | 56  | —  | —  | —  | —  | —  |
| 2014–2015    | Saguenéens de Chicoutimi         | LHJMQ        | 56  | 31 | 44  | 75  | 74  | 5  | 5  | 3  | 8  | 12 |
|              | Portland Pirates                 | AHL          | 4   | 1  | 0   | 1   | 2   | 5  | 0  | 2  | 2  | 0  |
| 2015–2016    | Arizona Coyotes                  | NHL          | 1   | 0  | 0   | 0   | 0   | —  | —  | —  | —  | —  |
|              | Springfield Falcons              | AHL          | 30  | 5  | 5   | 10  | 16  | —  | —  | —  | —  | —  |
| 2016–2017    | Arizona Coyotes                  | NHL          | 24  | 2  | 1   | 3   | 12  | —  | —  | —  | —  | —  |
|              | Tucson Roadrunners               | AHL          | 38  | 17 | 11  | 28  | 44  | —  | —  | —  | —  | —  |
| 2017–2018    | Rockford IceHogs                 | AHL          | 33  | 4  | 10  | 14  | 23  | —  | —  | —  | —  | —  |
|              | Arizona Coyotes                  | NHL          | 2   | 0  | 0   | 0   | 2   | —  | —  | —  | —  | —  |
|              | Tucson Roadrunners               | AHL          | 17  | 5  | 10  | 15  | 43  | —  | —  | —  | —  | —  |
| 2018–2019    | Arizona Coyotes                  | NHL          | 1   | 0  | 0   | 0   | 0   | —  | —  | —  | —  | —  |
|              | Tucson Roadrunners               | AHL          | 34  | 6  | 14  | 20  | 42  | —  | —  | —  | —  | —  |
|              | Milwaukee Admirals               | AHL          | 2   | 0  | 1   | 1   | 0   | —  | —  | —  | —  | —  |
| NHL totalt   | NHL totalt                       | NHL totalt   | 35  | 3  | 1   | 4   | 18  | —  | —  | —  | —  | —  |
| AHL totalt   | AHL totalt                       | AHL totalt   | 194 | 44 | 59  | 103 | 226 | 5  | 0  | 2  | 2  | 0  |
| LHJMQ totalt | LHJMQ totalt                     | LHJMQ totalt | 170 | 80 | 106 | 186 | 180 | 11 | 7  | 5  | 12 | 20 |